# Травси
Травси́ (фр. Travecy) — коммуна во Франции, находится в регионе Пикардия. Департамент коммуны — Эна. Входит в состав кантона Тернье. Округ коммуны — Лан.
Код INSEE коммуны — 02746.

## Население
Население коммуны на 2010 год составляло 643 человека.
| 1962 | 1968 | 1975 | 1982 | 1990 | 1999 | 2010 |
| ---- | ---- | ---- | ---- | ---- | ---- | ---- |
| 855  | 811  | 642  | 671  | 614  | 642  | 643  |

## Экономика
В 2010 году среди 416 человек трудоспособного возраста (15—64 лет) 289 были экономически активными, 127 — неактивными (показатель активности — 69,5 %, в 1999 году было 65,0 %). Из 289 активных жителей работали 255 человек (137 мужчин и 118 женщин), безработных было 34 (16 мужчин и 18 женщин). Среди 127 неактивных 28 человек были учениками или студентами, 50 — пенсионерами, 49 были неактивными по другим причинам.